# OpenSea
OpenSea és un mercat nord-americà de fitxes no fungibles (NFT) amb seu a la ciutat de Nova York. L'empresa va ser fundada per Devin Finzer i Alex Atallah el 2017.
OpenSea ofereix un mercat en línia que permet vendre fitxes no fungibles directament a un preu fix o mitjançant una subhasta.

## Història
Devin Finzer i Alex Atallah van fundar OpenSea el desembre de 2017. Es van inspirar en CryptoKitties, un joc basat en blockchain amb fitxes no fungibles que s'havia llançat a principis d'aquest any. Finzer i Atallah creien que OpenSea podria ser un mercat per comprar fitxes NFT com aquestes. Y Combinator va acceptar OpenSea al seu programa d'acceleració el 2018, i en un anunci va descriure la posada en marxa com un "mercat peer-to-peer per a cripto-productes".
Després d'acabar la ronda de pre-llavor d'Y Combinator, OpenSea va recaptar 2,1 milions de dòlars en capital de risc el novembre de 2019.
El març de 2020, la plataforma tenia 4.000 usuaris actius que completaven 1,1 milions de dòlars en transaccions al mes. El juliol de 2021, els usuaris estaven completant 350 milions de dòlars en transaccions al mes, i l'empresa estava valorada en 1.500 milions de dòlars, és a dir, l'estat d'unicorn, després d'una ronda de risc de la Sèrie B de 100 milions de dòlars dirigida per Andreessen Horowitz. L'agost de 2021, el valor de les transaccions mensuals va augmentar fins als 3.400 milions de dòlars, i al novembre OpenSea tenia 1,8 milions d'usuaris actius.
El 14 de setembre d'aquell mateix any, Nate Chastain, l'aleshores cap de producte d'OpenSea, va ser acusat de tràfic d'informació privilegiada després que es revelés que va comprar NFT poc abans que es mostressin a la portada d'OpenSea, i després els va vendre a valors més alts. L'endemà, OpenSea va reconèixer les acusacions i va llançar una revisió interna. El 16 de setembre, OpenSea va anunciar que Chastain havia dimitit. El maig de 2023, Chastain va ser condemnat per frau electrònic i blanqueig de diners a un tribunal federal i més tard va ser condemnat a tres mesos de presó.
El gener de 2022, la companyia va ser valorada en 13.300 milions de dòlars i The New York Times va descriure com "una de les startups de blockchain més comentades a Silicon Valley". El volum de negociació diari al mercat OpenSea va assolir els 2.700 milions de dòlars l'1 de maig de 2022, però quatre mesos després havia caigut un 99%.
El gener de 2022, OpenSea va adquirir el fabricant de carteres Ethereum Dharma Labs.
Més tard aquell mes, OpenSea va reemborsar als usuaris uns 1,8 milions de dòlars després que un error de la interfície d'usuari permetés als usuaris comprar més d'1 milió de dòlars en NFT amb un descompte.
El 27 de gener de 2022, OpenSea va anunciar que limitaria el nombre de NFT que un usuari podria crear amb l'eina d'encunyació gratuïta. L'endemà, OpenSea va revocar la decisió. La companyia va declarar que la seva decisió inicial es basava en la preocupació pel robatori, el plagi i el correu brossa, ja que el 80% dels NFT retirats d'OpenSea per violacions es van encunyar amb l'eina.
El 19 de febrer de 2022, alguns usuaris van començar a informar que alguns dels seus NFT van desaparèixer. OpenSea va revelar més tard que s'havia produït un atac de pesca a la seva plataforma mitjançant un exploit a la plataforma Wyvern. L'endemà, The Verge va informar que centenars de NFT van ser robats als usuaris d'OpenSea, provocant un gran pànic entre la comunitat de la plataforma. El valor estimat de les fitxes robades era de més d'1,7 milions de dòlars. Segons OpenSea, només 32 usuaris s'havien vist afectats. OpenSea va revisar més tard la seva declaració per assenyalar que 17 usuaris es van veure afectats directament, mentre que els altres 15 usuaris havien interactuat amb l'atacant però no havien perdut fitxes com a resultat.
El març de 2022, OpenSea va confirmar que estava bloquejant comptes en països que estan subjectes a sancions dels Estats Units.
El 25 d'abril de 2022, OpenSea va anunciar l'adquisició de l'empresa agregadora de mercats NFT Gem.xyz.
El 30 de juny de 2022, OpenSea va informar que s'havia produït una important violació de dades de correu electrònic quan un enginyer sènior d'un proveïdor de correu electrònic, Customer.io, va fer un ús indegut de l'accés dels seus empleats per descarregar i compartir les adreces de correu electrònic dels usuaris d'OpenSea amb un "mal actor extern". Es diu que s'han filtrat més d'1,8 milions d'adreces de correu electrònic. El juliol de 2022, Customer.io va revelar que cinc empreses més també es van veure afectades per la filtració de dades de l'empleat.
El 25 d'abril de 2022, OpenSea va anunciar l'adquisició de l'empresa agregadora de mercats NFT Gem.xyz.
El 14 de juliol de 2022, el conseller delegat Devin Finzer va tuitejar que l'empresa estava retallant un de cada cinc dels seus empleats.